# Jeff Parke
Jeff Parke (Abington, Pensilvania, Estados Unidos, 23 de marzo de 1982) es un exfutbolista estadounidense. Jugó de posición de defensa.

## Clubes
| Club                | País           | Año       |
| ------------------- | -------------- | --------- |
| New York Red Bulls  | Estados Unidos | 2004-2008 |
| Vancouver Whitecaps | Canadá         | 2009      |
| Seattle Sounders FC | Estados Unidos | 2010-2012 |
| Philadelphia Union  | Estados Unidos | 2013      |
| D.C. United         | Estados Unidos | 2014      |

## Palmarés

### Campeonatos nacionales
| Título                   | Club                | País           | Año  |
| ------------------------ | ------------------- | -------------- | ---- |
| Lamar Hunt U.S. Open Cup | Seattle Sounders FC | Estados Unidos | 2010 |
| Lamar Hunt U.S. Open Cup | Seattle Sounders FC | Estados Unidos | 2011 |